# The Plasma Shaft
The Plasma Shaft는 레드 핫 칠리 페퍼스의 컴필레이션 박스 셋트로, 1994년 발매되었다.